# 삼척 성내동성당
삼척 성내동성당은 대한민국 강원특별자치도 삼척시에 있는 성당이다. 2004년 12월 31일 대한민국의 국가등록문화재 제141호로 지정되었다.

## 개요
영동남부지방 복음전파의 근거지로 천주교 발전사적으로 의의가 있으며, 1950년대 후반의 지방건축기술을 알 수 있는 자료이다.

## 연혁
- 1946년 강릉 본당 삼척공소로 사직2리에서 시작,
- 1949년 10월 7일 남양2리에 적산 가옥 부인상회 소속 건물 매입 수리 후 삼척본당 승격
- 1957년 11월 남양2리 성당에서 성내동 본당으로 이전
- 1961년 성요셉 의원 개원-대부분 극빈자 무료진료.
- 1982년 5월 17일 대수선, 지붕수리 및 도색
- 1985년 유리창문 교체
- 1988년 내부시설 개수 (마루바닥철거 후 유색바닥 CONC타설, 함석지붕은 시멘트기와로 교체, 유아실등 신설, 제대 강론대 교체)
- 1998년 12월 전기배선, 유리 교체

## 참고 자료
- 삼척시 성내동성당
- 삼척 성내동성당 - 국가유산청 국가유산포털